# Бялобрежский, Чеслав
Чеслав Бялобжеский (также Чеслав Бялобржеский; пол. Czesław Białobrzeski, 18 (31) августа 1878, Пошехонье, ныне Ярославская область — 12 октября 1953, Варшава) — польский физик, член Польской АН (1952).

## Биография
Чеслав Бялобжеский родился в г. Пошехонье близ Ярославля (ныне Ярославская область) в семье врача Теофила Бялобжеского.
Окончил в 1901 году физико-математический факультет Киевского университета Св. Владимира. Назначен экстраординарным профессором кафедры физики и физической географии университета. Защитил диссертацию на тему «Ионизация твердых и жидких диэлектриков» на физико-математическом факультете и 22 апреля 1912 года удостоен степени магистра физики. В 1907, 1912, 1914 выезжал в летнее время за границу с научной целью.
В 1919 — член Гидрологической секции, заместитель председателя секции прикладной физики Постоянной комиссии для изучения природных богатств Советской Украины УАН.
С 1919 года работает в польских университетах: Краковском (1919-1921) и Варшавском (1921-1953). С 1931 по 1953 на посту директора Института теоретической физики при Варшавском университете.

## Научная деятельность
В 1910 первым из польских физиков поддержал созданную А. Эйнштейном специальной теории относительности, которая еще в то время не получила полного признания. Он сосредоточил свое внимание на математическом выведении понятия относительности расстояния и времени.
Чеслав Бялобжеский сделал вклад в распространение идей квантовой механики. Проанализировав теории о строении атома, которые рассматривались физиками, начиная от атомных теорий древних греков до теории Бора, показал, что классическая механика и электродинамика к изучению атома неприменима.

## Некоторые работы
- Бялобржеский Ч. Ф. Принцип относительности и его применение к механике. — Физическое обозрение. — 1910. — T. 11. — № 1-6. — с. 220-232. (рус.)
- Бялобржеский Ч. Ф. О новых применениях давления света к астрофизике. — Физическое обозрение. — 1917. — T. 18. — № 1-2. — с. 1-17 сек.79-91. (рус.)
- Бялобржеский Ч. Ф. Развитие понятий о строении атома. — Физическое обозрение. — 1915. — T. 16. — № 3. — с.164-271. (рус.)